# Ölands runinskrifter 31
Öl 31 är en ristning på en inmurad runsten i Runstens kyrka, Runstens socken på Öland
Stenen som är av grå kalksten sitter inmurad i sakristians norra vägg. Den är 150 cm hög och 120 cm bred. Slingans bredd är elva till tolv centimeter. Inskriftsbandet utgörs av en kopplad drakslinga. Stenen har vid något tillfälle före 1634 huggits om för att fungera som gravhäll, varmed stora delar av texten gått förlorad. Nu återstår bara dess början och slut. Året 1634 låg den placerad på kyrkogårdens södra del. Den från runor översatta inskriften följer nedan:

## Inskriften
Translitterering av runraden:
auþbiarn : lit : reisa : stein : ...----... hialbi sialu · has
Normalisering till runsvenska:
Auðbiorn let ræisa stæin ... hialpi sialu hans.
Översättning till nusvenska:
Ödbjörn lät resa sten ... [Gud] hjälpe hans själ.